# لیگ آزادگان ۷۷–۱۳۷۶
لیگ آزادگان ۷۷–۱۳۷۶ هفتمین دوره جام آزادگان و شانزدهمین دوره لیگ فوتبال ایران که توسط فدراسیون فوتبال ایران برگزار شد.
تیم استقلال تهران برای چهارمین بار قهرمان این دوره از رقابت‌ها شد و به مسابقات جام باشگاه‌های آسیا ۹۹–۱۹۹۸ راه پیدا کرد.
در کوران رقابت های انتخابی جام جهانی، بیشتر بازیکنان پرسپولیس عضو تیم ملی بودند و شرایط طوری رقم خورده بود که مسئولان وقت سازمان لیگ مجبور بودند بازی های این تیم را به تعویق بیاندازند.
این در حالی است که در نهایت و با تصمیم امیر عابدینی که آن زمان مدیر عامل سرخپوشان بود و البته رضایت داریوش مصطفوی، پرسپولیس قعر نشین از لیگ کناره گیری کرد.

## جدول رده‌بندی
| #  | تیم               | بازی | برد | مساوی | باخت | گلِ‌زده | گلِ‌خورده | تفاضل | امتیاز | توضیحات                              |
| -- | ----------------- | ---- | --- | ----- | ---- | ----- | ------- | ----- | ------ | ------------------------------------ |
| ۱  | استقلال تهران     | ۲۸   | ۱۶  | ۱۰    | ۲    | ۴۶    | ۲۱      | ۲۵    | ۵۸     | صعود به جام باشگاه‌های آسیا ۹۹–۱۹۹۸   |
| ۲  | پاس تهران         | ۲۸   | ۱۳  | ۱۳    | ۲    | ۳۳    | ۲۰      | ۱۳    | ۵۲     | صعود به جام برندگان جام آسیا ۹۹-۱۹۹۸ |
| ۳  | ذوب آهن اصفهان    | ۲۸   | ۱۱  | ۱۲    | ۵    | ۳۱    | ۲۰      | ۱۱    | ۴۵     |                                      |
| ۴  | فجر سپاسی شیراز   | ۲۸   | ۱۰  | ۱۰    | ۸    | ۳۷    | ۲۷      | ۱۰    | ۴۰     |                                      |
| ۵  | شهرداری تبریز     | ۲۸   | ۱۰  | ۹     | ۹    | ۳۷    | ۲۹      | ۸     | ۳۹     |                                      |
| ۶  | سپاهان اصفهان     | ۲۸   | ۹   | ۱۰    | ۹    | ۲۴    | ۲۵      | ۱-    | ۳۷     |                                      |
| ۷  | سایپا تهران       | ۲۸   | ۷   | ۱۴    | ۷    | ۲۶    | ۲۶      | ۰     | ۳۵     |                                      |
| ۸  | پلی اکریل اصفهان  | ۲۸   | ۸   | ۱۱    | ۹    | ۲۸    | ۲۹      | ۱-    | ۳۵     |                                      |
| ۹  | تراکتورسازی تبریز | ۲۸   | ۹   | ۸     | ۱۱   | ۳۳    | ۳۸      | ۵-    | ۳۵     |                                      |
| ۱۰ | فولاد خوزستان     | ۲۸   | ۱۰  | ۵     | ۱۳   | ۲۹    | ۴۵      | ۱۶-   | ۳۵     |                                      |
| ۱۱ | صنعت نفت آبادان   | ۲۸   | ۸   | ۱۰    | ۱۰   | ۳۰    | ۳۰      | ۰     | ۳۴     |                                      |
| ۱۲ | بهمن کرج          | ۲۸   | ۷   | ۱۱    | ۱۰   | ۳۱    | ۳۴      | ۳-    | ۳۲     | سقوط به لیگ دسته دوم فوتبال ایران    |
| ۱۳ | استقلال اهواز     | ۲۸   | ۶   | ۱۲    | ۱۰   | ۳۱    | ۴۱      | ۱۰-   | ۳۰     | سقوط به لیگ دسته دوم فوتبال ایران    |
| ۱۴ | پیام مشهد         | ۲۸   | ۵   | ۱۱    | ۱۲   | ۲۴    | ۳۵      | ۱۱-   | ۲۶     | سقوط به لیگ دسته دوم فوتبال ایران    |
| ۱۵ | برق شیراز         | ۲۸   | ۳   | ۱۰    | ۱۵   | ۱۹    | ۳۹      | ۲۰-   | ۱۹     | سقوط به لیگ دسته دوم فوتبال ایران    |
| ۱۶ | پرسپولیس تهران    | ۰    | ۰   | ۰     | ۰    | ۰     | ۰       | ۰     | ۰      |                                      |

* تیم پرسپولیس به دلیل داشتن تعداد زیادی ملی پوش از لیگ کنار گذاشته شد.

## جدول گلزنان
| رتبه | نام               |    | باشگاه      |
| ---- | ----------------- | -- | ----------- |
| ۱    | حسین خطیبی        | ۱۶ | شهرداری     |
| ۲    | علی باغمیشه       | ۱۴ | تراکتورسازی |
| ۳    | علی‌اصغر مدیرروستا | ۱۲ | بهمن        |
| منبع |                   |    |             |

## یادکرد منابع
1. ↑  صداقت، ۱۱۵.
2. ↑  «تاج و قهرمانی ایران در سال ۱۳۳۶ _ عنوانی که تا مدت ها به فراموشی سپرده شده بود...». طرفداری. ۲۰۲۱-۰۷-۰۱. دریافت‌شده در ۲۰۲۳-۰۱-۱۹.
3. ↑  https://www.mashreghnews.ir/news/347933/عکسهای-کمیاب-62-پرسپولیسی-که-از-لیگ-کنار-کشید
4. ↑  NewsAgency، ParsFootball (۲۰۲۲-۰۳-۰۴). «۳۰ بهمن سال 1376 ؛ استقلال صفر (۷) - زنیت ست پترزبورگ صفر (۶) ؛ قهرمانی استقلال در جام ریاست جمهوری ترکمنستان». پارس فوتبال | خبرگزاری فوتبال ایران | ParsFootball. دریافت‌شده در ۲۰۲۳-۰۱-۰۴.
5. ↑  صداقت، ۱۱۵.